# Джеймс Блейк (музикант)
 Тази статия е за британския музикант.  За американския тенисист вижте Джеймс Блейк.  
Джеймс Блейк (на английски: James Blake) е британски композитор, електронен продуцент и музикант, роден през 1988 в Дептфорд, Лондон, Великобритания.
Музиката му най-често бива определяна като пост-дъбстеп – сравнително разнородно течение в електронната музика оформило се в края на 2000-те години под влиянието на артисти като Маунт Кимби (Mount Kimbie), Бериъл (Burial), Джой Орбисън (Joy Orbison) и самият Блейк.
Джеймс Блейк издава първия си мини-албум Air & Lack Thereof през юли 2009 и успява да привлече вниманието на музикалната критика, в това число и на влиятелния журналист и диджей Джайлс Питърсън (Gilles Peterson), който го представя с ексклузивен микс в шоуто си по BBC Radio 1. Това дава тласък на кариерата му и през следващата 2010 година излизат още три мини-албума и синглите CMYK и Limit to your Love, които се завъртат по радиостанциите и му спечелват още признание и почитатели.
Дебютният дългосвирещ албум на Джеймс Блейк, съдържащ 11 композиции (13 във винилната версия) и озаглавен James Blake, изтича в интернет в края на 2010 и предизвиква фурор сред феновете. Официално е пуснат в продажба е на 7 февруари 2011 през R&S Records и получава изключително позитивна критика. Следват синглите The Wilhelm Scream и Lindisfarne и мини-албумът Enough Thunder.